# Escudo de Ceará
El escudo de armas del Estado de Ceará fue instituido inicialmente a través de la ley n.º 393 del 22 de septiembre de 1897, durante el gobierno de Antônio Pinto Nogueira Accioli. La versión actual está basada en la ley n.º 13.878 del 23 de febrero de 2007, con las alteraciones de la ley n.º 13.897 del 21 de junio de 2007.

## Descripción heráldica
El símbolo de Ceará está caracterizado por una apariencia heráldica que prioriza una cultura patrimonial regional, en oposición a las  viejas heráldicas del colonialismo europeo:
- El escudo del Estado de Ceará está representado por un escudo polaco con campo de sinople, hendido, en cuya parte izquierda hay siete estrellas, de plata, que representan las 7 regiones del Estado, y, sobre el todo, la elipse central, con elementos internos divididos en cuatro cuadrantes, con la línea del horizonte en el centro.
- El primer cuadrante contiene el sol y el museo de Fortaleza; el segundo, la sierra y un pájaro; el tercero, un mar y una balsa; y el cuarto, un campo con una Palmera carnauba, simbolizando los cuatro elementos de la naturaleza: fuego, aire, agua y tierra. Como timbre, la figura de una fortaleza de construcción antigua, de color oro, con cinco almenas.

- Datos: Q8778112